# Алексеев, Павел Иванович
Павел Иванович Алексеев (10 мая 1889, Владыкино — 8 августа 1942, Саратов) — русский и советский учёный-правовед и лингвист, доктор юридических наук, профессор, декан факультета общественных наук Саратовского государственного университета имени Н. Г. Чернышевского (1921—1922), заведующий кафедрой иностранных языков (1936—1942).

## Биография
Павел Иванович Алексеев родился 10 мая 1889 года в селе Владыкино Московской губернии.
- 1911 год — окончание юридического факультета Императорского Московского университета.
- 1915 год — 1918 год — приват-доцент Императорского Московского университета и коммерческого института.
- 1919 год — 1930 год — профессор, заведующий кафедрой государственного и административного права Саратовского государственного университета. По совместительству преподает в экономическом и педагогическом институтах, работает в краевой и губернской земельных комиссиях.
- 1919 год — 1923 год — член библиотечной комиссии при фундаментальной библиотеке Саратовского государственного университета.
- 1926 год — 1929 год — председатель библиотечной комиссии при фундаментальной библиотеке Саратовского государственного университета.
- 1921 год — 1922 год — декан факультета общественных наук Саратовского государственного университета.
- 1930 год — снят со всех занимаемых постов.
- 1931 год — 1936 год — преподает немецкий язык в Институте промышленно-экономических исследований, Институте прикладной минералогии и Строительном институте в городе Самаре.
- 1936 год — 1942 год — профессор Саратовского государственного университета, заведующий кафедрой иностранных языков.

Умер 8 августа 1942 года в городе Саратове.

## Семья
- Жена — Алексеева (Дубровская) Мария Александровна.
  - Дочь — Старожицкая (Алексеева) Наталия Павловна (14.6.1920—27.12.1974) — лингвист, преподаватель английского языка в Саратовском политехническом институте, а затем в Саратовском юридическом институте[1].
  - Зять — Старожицкий Виктор Владимирович (12.1.1919 — 29.2.2024) — капитан 1 ранга, специалист в области военно-морской гидрографии[2][3][4].
    - Внук — Старожицкий Сергей Викторович (р. 11.5.1941) — криминалист, полковник в отставке, профессор кафедры Национальной академии Службы безопасности Украины[5].

## Основные публикации
- Алексеев П. И. Чиновники и политика. — М.: тип. Г. Лисснера и Д. Собко, 1915. — 24 с.
- Алексеев П. И. Десятилетие закона об обществах. — М.: тип. Г. Лисснера и Д. Собко, 1916.
- Алексеев П. И. Государственное управление в свободной стране / общ. ред. Я. Д. Маковский. — М., 1917. — 31 с.
- Алексеев П. И. Свободная власть и правовая связанность: дискреционная власть администрации в связи с проблемой соотношения государства и права. — Саратов, 1920. — 25 с.